# Burgmühle Calvörde
Die Burgmühle war eine Wassermühle in Calvörde im Landkreis Börde in Sachsen-Anhalt, Deutschland.

## Lage

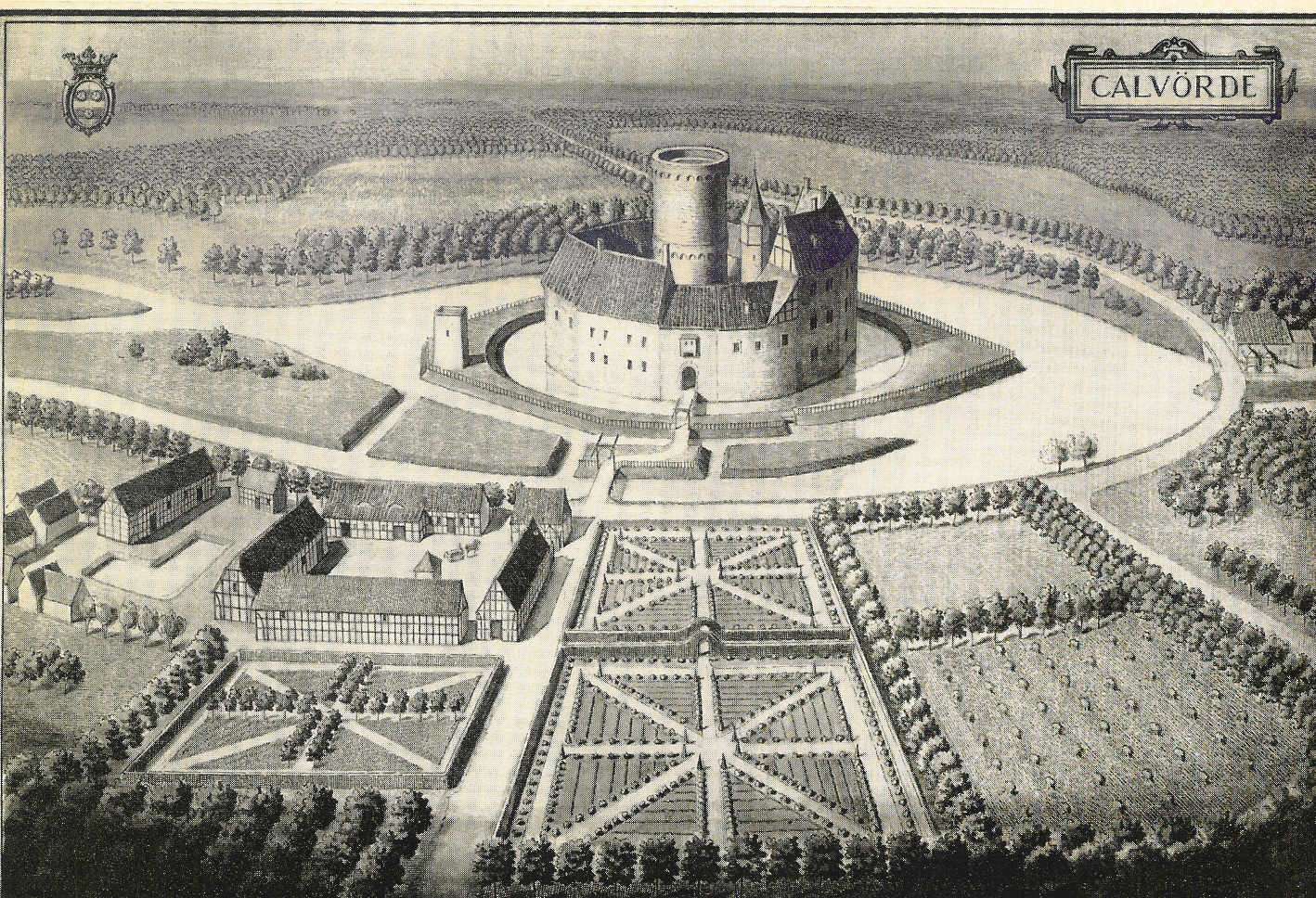
Burgmühle befindet sich rechts auf dem Bild

Die ehemalige Burgmühle, die zur Burg Calvörde gehörig war, liegt unweit des Calvörder Ortskerns und einst genau am Gardelegener  Tor des Flecken Calvörde. An dem Bohlendamm, den späteren Steindamm, hatte die Burgmühle einen Straßenanschluss. Die Burg Calvörde liegt nördlich der ehemaligen Burg, heute schmückt die sogenannte Weiße Ohrebrücke den Übergang, wo einst die Mühle stand. Der Steindamm ist heute ein Teil der Gardelegener Straße.

## Geschichte
Der Name der Wassermühle geht auf die Burg Calvörde zurück, da sich diese Burgmühle im Besitz der Burgherren befand.

### Das Ende
Der Drömling galt immer als Sumpfgebiet, die landwirtschaftlichen Erträge waren sehr schlecht, Viehseuchen waren nicht selten vor Ort. Durch Friedrich des Großen und sein Programm der Ohrebegradigung wurden zahlreiche Wiesen an der Ohre und im Drömlingsgebiet Urbar gemacht. Sein Nachfolger Friedrich Wilhelm II. (Preußen) führte sein Werk fort. Das Amt Calvörde lag an der Ohre und gehörte nicht zu Preußen, sondern zum Fürstentum Braunschweig-Wolfenbüttel. Der König Preußens übernahm die Kosten der Ohrebegradigung im Amt Calvörde, dabei wurde die Bürgmühle für 19 000 Taler abgekauft und stillgelegt.